# 1933年の音楽
1933年の音楽（1933ねんのおんがく）では、1933年（昭和8年）の世界の音楽状況について記述する。

## 概要
- ビリー・ホリディ[1]が、クラブで歌っているところを初めて発見された。

## 洋楽・出版曲
- ガートルード・ニーセン「煙が目にしみる」[2]
- ジェームズ・キャグニー[3]他「上海リル」
- ジェローム・カーン[4]「イエスタデイズ」
- 純々「望春風」
- ジョニー・マーサー、ホーギー・カーマイケル「レージーボーンズ」
- ハロルド・アーレン「イッツ・オンリー・ア・ペーパー・ムーン」[5]
- フランク・チャーチル、アン・ロネル「狼なんか怖くない」
- ヤーヴォル・ラースロー、シェレシュ・レジェー「暗い日曜日」

## 邦楽シングル
- 市丸「天龍下れば」
- 小唄勝太郎「さのさ節」「娘心」「大島おけさ」
- ミス・コロムビア「19の春」
- 中野忠晴「旅がらす」「山の人気者」
- 徳山璉「敵機襲来!」
- 赤坂小梅「月は宵から」「ほんとにそうなら」
- 川畑文子「いろあかり」「キューバの豆売り」「泣かせて頂戴」
- 丸山和歌子「春じゃもの」「千夜子の唄」
- 渡辺光子「街の流れ鳥」
- 貴志康一「竹取物語」
- 西條八十、中山晋平「東京音頭」
- 小口太郎、吉田千秋「琵琶湖周航の歌」
- 大垣市立興文小学校興文会「守れ国体、葬れ邪教」
- 国歌「滿洲國國歌（その一）」

## 前衛音楽
- ジョン・ケージ「クラリネットソナタ」

## クラシック
- アーノルド・シェーンベルク「弦楽四重奏と管弦楽のための協奏曲」
- アドルフ・ホフマン、クルト・ヴィーレ「パンツァー・リート」
- セルゲイ・プロコフィエフ「交響的な歌」
- リヒャルト・ワーグナー「婚礼」

## デビュー
- 月日不明 - 渡辺はま子／最上川小唄

## 誕生
- 1月1日 - 村川千秋（指揮者）
- 1月1日 - 白木秀雄（東京都、ジャズドラマー、+1972年）
- 1月1日 - ボー・リンデ（作曲家、+1970年・37歳没）
- 1月2日 - 鈴木勲（ベーシスト・チェリスト）
- 1月3日 - 小林道夫（音楽家）
- 1月4日 - 市川昭介（福島県、作曲家、+2006年・73歳没）
- 1月4日 - 今井重幸（東京都、作曲家、+2014年・81歳没）
- 1月4日 - 初代コロムビア・ローズ（歌手）
- 1月10日 - 三善晃（東京都、作曲家、+2013年・80歳没）
- 1月11日 - 岡田茉莉子（女優・元歌手）
- 1月15日 - 高宮敬二（俳優・歌手）
- 1月18日 - ダリダ（歌手、+1987年・54歳没）
- 1月18日 - レイ・ドルビー（音響技術者、+2013年・80歳没）
- 1月24日 - 原博（作曲家、+2002年）
- 1月26日 - 藤本義一（小説家・作詞家、+2012年・79歳没）
- 1月29日 - ヴォルフガング・ゲンネンヴァイン（指揮者、+2015年・82歳没）
- 1月29日 - 75センツ（歌手、+2010年・77歳没）
- 2月1日 - 渡辺貞夫（栃木県、サックス奏者・作曲家）
- 2月3日 - ジョセフ・クー（作曲家）
- 2月4日 - 一柳慧（兵庫県、作曲家）
- 2月5日 - 眞帆志ぶき（女優・歌手、+2020年・87歳没）
- 2月6日 - 牧野守英（トロンボーン奏者、+2020年）
- 2月7日 - スチュアート・バロウズ（テノール歌手）
- 2月8日 - エリー・アーメリング（声楽家）
- 2月8日 - ハル・デイヴィス（作曲家、+1998年・65歳没）
- 2月10日 - 岡本貞子（浪曲師）
- 2月10日 - ファラマルズ・パイヴァール（サントゥール奏者、+2009年・76歳没）
- 2月10日 - ドン・ウィルソン（、ギタリスト、ザ・ベンチャーズ）
- 2月14日 - アンドレイ・ヴォルコンスキー（作曲家、+2008年・75歳没）
- 2月15日 - 遠藤雅古（指揮者、+1999年・66歳没）
- 2月15日 - ヴィクトル・ピカイゼン（ヴァイオリニスト）
- 2月18日 - オノ・ヨーコ（東京都、前衛音楽家・芸術家）
- 2月21日 - ニーナ・シモン（、ジャズ歌手、+2003年・70歳没）
- 2月25日 - ウイリー沖山（神奈川県、歌手、+2020年・87歳没）
- 2月26日 - 山口五郎（尺八奏者、+1999年・65歳没）
- 3月3日 - ジミー・ギャリソン（ジャズダブルベース奏者、+1976年・43歳没）
- 3月3日 - 吉村信良（合唱指揮者、+2009年・76歳没）
- 3月4日 - アン・バートン（ジャズ歌手、+1989年・56歳没）
- 3月8日 - 高木ブー（東京都、ギタリスト・コメディアン、ザ・ドリフターズ）
- 3月9日 - ウィリアム・フランシス・マクベス（指揮者、+2012年・78歳没）
- 3月9日 - ロイド・プライス（、歌手、+2021年・88歳没）
- 3月14日 - クインシー・ジョーンズ（、音楽プロデューサー・作曲家）
- 3月14日 - 原笙子（舞楽家、+2005年・72歳没）
- 3月15日 - 中牟礼貞則（鹿児島県、ジャズギタリスト）
- 3月16日 - イェルク・エーヴァルト・デーラー（チェンバロ奏者・指揮者、+2018年）
- 3月16日 - テレサ・ベルガンサ（メゾソプラノ歌手）
- 3月18日 - ボーンズ・ハウ（音楽プロデューサー）
- 3月23日 - 戸川昌子（東京都、シャンソン歌手・推理作家、+2016年・85歳没）
- 3月23日 - 森川信幸（サックス奏者、+2012年・79歳没）
- 3月24日 - 三浦洋一（ピアニスト、+2009年・75歳没）
- 3月25日 - 横森良造（神奈川県、アコーディオン奏者、+2012年・79歳没）
- 3月28日 - テテ・モントリュー（ピアニスト、+1997年・64歳没）
- 3月29日 - クリフォード・ネルソン・パイル（作曲家・言語学者、+2006年・73歳没）
- 3月30日 - 萩原英彦（作曲家、+2001年）
- 4月6日 - ブルーノ・ジュランナ（ヴィオラ奏者）
- 4月10日 - 永六輔（タレント・随筆家・作詞家、+2016年・83歳没）
- 4月11日 - 品川隆二（俳優・作詞家）
- 4月12日 - モンセラート・カバリェ（オペラ歌手、+2018年・85歳没）
- 4月13日 - 藤田まこと（俳優・歌手・コメディアン、+2010年・76歳没）
- 4月16日 - 渡辺岳夫（東京都、作曲家、+1989年・56歳没）
- 4月21日 - イアン・カー（ジャズトランペット奏者、+2009年・75歳没）
- 4月24日 - 服部公一（作曲家・随筆家）
- 4月25日 - ジェリー・リーバー（作詞家、+2011年・78歳没）
- 4月29日 - ウィリー・ネルソン（歌手・ギタリスト・俳優）
- 5月3日 - ジェームス・ブラウン（、歌手、+2006年・73歳没）
- 5月5日 - 有馬礼子（作曲家）
- 5月8日 - エリオ・ボンコンパーニ（指揮者、+2019年）
- 5月13日 - マーサ三宅（ジャズボーカリスト）
- 5月21日 - 安倍寧（音楽評論家）
- 5月21日 - モーリス・アンドレ（トランペット奏者、+2012年・78歳没）
- 5月23日 - ジョン・ブラウニング（ピアニスト、+2003年・69歳没）
- 5月27日 - ウニャ・ラモス（ケーナ奏者、+2014年・80歳没）
- 5月29日 - ヘルムート・リリング（指揮者）
- 5月30日 - 岩浪洋三（ジャズ評論家、+2012年・79歳没）
- 5月30日 - 寺本圭一（歌手）
- 5月30日 - 山崎唯（東京都、ミュージシャン、+1990年・57歳没）
- 5月31日 - ジョー・トーマス（フルート奏者、+2017年・84歳没）
- 6月1日 - ジリ・スマイス（ミュージシャン、+2016年・83歳没）
- 6月2日 - ペドロ・コロストーラ（チェリスト）
- 6月6日 - ビリー・ジーン・ジョーンズ（ハンク・ウィリアムズ妻）
- 6月7日 - ヤーノシュ・シャーンドル（指揮者、+2010年・76歳没）
- 6月13日 - グレース・チャン（女優・歌手）
- 6月13日 - デジレ・ンカウア（ピアニスト）
- 6月15日 - 高井達雄（兵庫県、作曲家）
- 6月15日 - 伴有雄（指揮者、+1985年・52歳没）
- 6月17日 - クリスチャン・フェラス（ヴァイオリニスト、+1982年・49歳没）
- 6月20日 - レイジー・レスター（ブルース・ミュージシャン、+2018年・85歳没）
- 6月22日 - リボール・ペシェク（指揮者）
- 6月23日 - ナティ・カノ（マリアチミュージシャン、+2014年・81歳没）
- 6月26日 - クラウディオ・アバド（指揮者、+2014年・80歳没）
- 6月28日 - 松田晃演（ギタリスト、+2021年）
- 6月28日 - ヘルムート・ミュラー＝ブリュール（指揮者、+2012年・78歳没）
- 6月30日 - レア・マッサリ（女優・歌手）
- 7月1日 - 川崎敬三（俳優・元歌手、+2015年・82歳没）
- 7月1日 - フェリックス・アーヨ（ヴァイオリニスト）
- 7月9日 - ノダール・ガブニア（ピアニスト、+2000年・67歳没）
- 7月9日 - ヴィクトル・フェドートフ（指揮者、+2001年・68歳没）
- 7月10日 - ジャンピン・ジーン・シモンズ（ロカビリー歌手、+2006年・73歳没）
- 7月10日 - ジャン・デガエターニ（メゾソプラノ歌手、+1989年・56歳没）
- 7月13日 - 石川進（栃木県、歌手、+2012年・79歳没）
- 7月15日 - ジュリアン・ブリーム（ギタリスト、+2020年・87歳没）
- 7月17日 - ベン・ライリー（ドラマー、ニューヨーク・ジャズ・カルテット、+2017年・84歳没）
- 7月18日 - レーモンド・マリー・シェーファー（作曲家）
- 7月23日 - ジョン・デンマン（クラリネット奏者、+2001年）
- 8月5日 - 彩木雅夫（北海道、作曲家・ボカロP）
- 8月8日 - ロミ・山田（旧・朝鮮、歌手・女優）
- 8月9日 - セミョーン・スニトコフスキー（ヴァイオリニスト、+1981年・47歳没）
- 8月11日 - ヴァーシャーリ・タマーシュ（ピアニスト・指揮者）
- 8月15日 - 栗林義信（声楽家）
- 8月16日 - ジュリー・ニューマー（女優・ダンサー・歌手）
- 8月16日 - 菅原文太（俳優・元歌手、+2014年・81歳没）
- 8月21日 - 越部信義（東京都、作曲家、+2014年・81歳没）
- 8月21日 - 菅原洋一（兵庫県、歌手）
- 8月21日 - ジャネット・ベイカー（声楽家）
- 8月25日 - ウェイン・ショーター（、サックス奏者）
- 8月25日 - ロベルト・デ・シモーネ（作曲家・音楽学者）
- 8月26日 - イダ・ゴトコフスキー（ピアニスト）
- 8月26日 - 竹村次郎（東京都、作曲家・編曲家）
- 8月29日 - 何占豪（作曲家）
- 8月30日 - ルイス・バカロフ（作曲家、+2017年・84歳没）
- 9月1日 - 豊田耕児（ヴァイオリニスト）
- 9月1日 - ジーン・ハリス（ジャズピアニスト、+2000年・66歳没）
- 9月2日 - 鶴岡雅義（ギタリスト、鶴岡雅義と東京ロマンチカ）
- 9月2日 - 藤家虹二（広島県、クラリネット奏者、+2011年・78歳没）
- 9月3日 - ローラント・カイン（作曲家、+2011年・77歳没）
- 9月8日 - アシャ・ボスレ（歌手）
- 9月11日 - ベイビー・フェイス・ウィレット（ジャズミュージシャン、+1971年・37歳没）
- 9月15日 - ラファエル・フリューベック・デ・ブルゴス（指揮者、+2014年・80歳没）
- 9月17日 - アンゲリカ・マイ（チェリスト、+2018年）
- 9月18日 - レオニード・ハリトノフ（バリトン歌手、+2017年・84歳没）
- 9月22日 - ヘルムート・フロシャウアー（指揮者、+2019年・85歳没）
- 9月24日 - メル・テイラー（、ドラマー、ザ・ベンチャーズ、+1996年・62歳没）
- 9月25日 - エリック・ダーリング（歌手、ウィーヴァーズ、+2008年・74歳没）
- 9月27日 - アイ・ジョージ（、歌手）
- 10月2日 - ミシェル・プラッソン（指揮者）
- 10月3日 - 稲垣次郎（ミュージシャン・音楽プロデューサー）
- 10月16日 - 大山のぶ代（女優・声優・歌手）
- 10月16日 - 辛滬光（作曲家）
- 10月17日 - スール・スーリール（歌手、+1985年・51歳没）
- 10月19日 - パウル・マイゼン（フルート奏者、+2020年・86歳没）
- 10月22日 - 草笛光子（女優・元歌手）
- 11月2日 - 池田明良（バリトン歌手・指揮者、+2009年・76歳没）
- 11月3日 - ジョン・バリー（、作曲家、+2011年・77歳没）
- 11月6日 - 柏原満（音響効果技師）
- 11月8日 - ペーテル・リュカー（指揮者）
- 11月9日 - 高見澤宏（歌手、ダークダックス、+2011年・77歳没）
- 11月9日 - 横内章次（作曲家・ギタリスト、+1996年頃）
- 11月14日 - ダリア・アトラス（指揮者）
- 11月16日 - ガーネット・ミムズ（歌手）
- 11月18日 - シャーロット・モーマン（チェリスト、+1991年・57歳没）
- 11月19日 - ジークフリート・ベーレント（ギタリスト・指揮者、+1990年・56歳没）
- 11月20日 - 植本一雄（作曲家・作詞家、+1953年・19歳没）
- 11月23日 - 中澤桂（声楽家、+2016年・82歳没）
- 11月23日 - クシシュトフ・ペンデレツキ（、作曲家・指揮者、+2020年・86歳没）
- 11月26日 - アマドール・バルムブロシオ（ミュージシャン・ダンサー、+2009年・75歳没）
- 11月26日 - ロバート・グーレ（、歌手・俳優、+2007年・73歳没）
- 11月29日 - ジョン・メイオール（ミュージシャン、ジョン・メイオール&ザ・ブルースブレイカーズ）
- 12月1日 - 藤子・F・不二雄（漫画家・作詞家、+1996年・62歳没）
- 12月1日 - ルー・ロウルズ（ブルースシンガー、+2006年・72歳没）
- 12月2日 - 旗照夫（東京都、ジャズシンガー、+2019年・86歳没）
- 12月5日 - 多忠麿（雅楽師、+1994年）
- 12月6日 - ヘンリク・ミコワイ・グレツキ（作曲家、+2010年・76歳没）
- 12月9日 - ペギー葉山（東京都、歌手、+2017年・83歳没）
- 12月12日 - 日高利昭（東京都、歌手・ギタリスト、和田弘とマヒナスターズ、+2012年・78歳没）
- 12月12日 - マヌ・ディバンゴ（ジャズサクソフォーン奏者、+2020年・86歳没）
- 12月14日 - 伊部晴美（ギタリスト、+1996年）
- 12月14日 - レオ・ライト（ジャズミュージシャン、+1991年・57歳没）
- 12月23日 - フランク・モーガン（サクソフォーン演奏家、+2007年・73歳没）
- 12月28日 - 曽根幸明（東京都、作曲家、+2017年・83歳没）
- 12月31日 - オビディオ・エルナンデス（歌手、トリオ・ロス・パンチョス、+1976年）

月日不明
- 伊東英直（作曲家）
- 金城繁（三線奏者、+2012年）
- 金光威和雄（作曲家）
- 川島博（作曲家、+2018年）
- 齋藤英美（キーボーディスト、+2008年）
- 新倉美子（ジャズシンガー・女優）
- チューチョ・デ・メヒコ（アルパ奏者）
- 辻宏（オルガニスト、+2005年・72歳没）
- 土屋邦雄（ヴィオラ奏者・指揮者）
- 長野羊奈子（声楽家・メゾソプラノ歌手、+2014年・81歳没）
- 野村三郎（音楽社会学者）
- 山岸磨夫（作曲家、+2003年・70歳没）
- 山本巧（歌手、+2012年）
- 吉崎憲治（作曲家）

## 死去
- 1月6日 - ヴラディーミル・ド・パハマン、ピアニスト（* 1848年）
- 1月16日 - ウィリー・ブルメスター、ヴァイオリニスト（* 1869年）
- 2月12日 - アンリ・デュパルク、作曲家（* 1848年）
- 3月6日（9日説あり） - 奥好義（京都府、作曲家、*1858年）
- 4月13日 - 島崎赤太郎、オルガニスト、作曲家（* 1874年）
- 7月6日 - ロベルト・カヤヌス、指揮者（* 1856年）
- 10月27日 - ユリウス・クレンゲル、チェリスト（* 1859年）